# Sabbath Bloody Sabbath
Sabbath Bloody Sabbath é o quinto álbum de estúdio da banda de heavy metal inglesa Black Sabbath.

## Repercussão
| Críticas profissionais                                                      | Críticas profissionais |
| Avaliações da crítica                                                       | Avaliações da crítica  |
| Fonte                                                                       | Avaliação              |
| --------------------------------------------------------------------------- | ---------------------- |
| allmusic                                                                    | [ 1 ]                  |
| Esta tabela precisa de ser acompanhada por texto em prosa. Consulte o guia. |                        |

Foi o primeiro álbum da banda a ser elogiado pela crítica da época, sendo aclamado pela revista americana Rolling Stone como "um grande sucesso" e "um grande trabalho". Isto foi um grande impacto positivo para a banda, já que a mesma Rolling Stone já teria dirigido críticas duras à seus primeiros quatro trabalhos. A banda levou mais adiante as influências do rock progressivo, que já apareciam com menos intensidade no álbum anterior, Black Sabbath Vol. 4. O tecladista Rick Wakeman, do Yes, fez algumas participações nesse álbum nas músicas "Sabbra Cadabra" e "Who Are You?".
A banda planejava gravar este álbum, e alugaram uma casa em Bel Air para começarem a gravar, porém devido à sérios problemas com drogas e fadiga, não obtiveram sucesso algum compondo, e então retornaram para a Inglaterra e alugaram o Castelo Clearwell, situado na Floresta de Dean, local que, segundo os membros da banda, os faziam mais inspirados, e após algum tempo ensaiando, Tony Iommi criou o riff da música "Sabbath Bloody Sabbath", e as músicas começaram a surgir. O álbum foi gravado no Morgan Studios em Londres. A banda passou por uma transição drástica em suas músicas, misturando o peso original da banda à sons de sintetizadores e toques de progressivo, como em músicas como "Spiral Architect" e "Who are You?", o que seria uma marca até o álbum Never Say Die!.
O álbum alcançou o 4º lugar nas paradas britânicas, e o 11º lugar nas paradas americanas. Durante a turnê mundial desse álbum a banda ganhou grande popularidade após tocar para 200.000 pessoas no Festival California Jam em 1974, ao lado de bandas como Deep Purple, Emerson, Lake and Palmer, Eagles, Earth, Wind & Fire e outros.

## Arte
Drew Struzan foi o artista requisitado para desenhar a capa do álbum. Ele retratou um homem em uma cama, aparentemente tendo um pesadelo ou uma visão de sendo atacado por demônios em forma humana. No alto da cama há uma grande caveira com longos e estendidos braços e o 666 (o número da besta) escrito sobre ele. O outro lado do álbum apresenta o oposto da capa, como visto aqui.

## Gravação
O álbum foi gravado no Morgan Studios em Londres, e foi um dos álbuns com o processo de gravação mais longos de toda a história da banda. O Black Sabbath usou pela primeira vez em gravação um sintetizador. A banda, acostumada a gravar álbuns em poucos meses, ou mesmo semanas, sentiu o peso da demora. Um fato curioso sobre o disco é que, segundo Tony Iommi, o uso abusivo de drogas e álcool e o isolamento da banda é que inspirou o clima de músicas como Sabbath Bloody Sabbath e Killing Yourself to Live e provocou as frequentes aparições de fantasmas, poltergeist e outros fenômenos sobrenaturais que ocorriam nas masmorras onde a banda ensaiou.

## Aspectos
O disco mostra um Black Sabbath se distanciando do seu estilo inicial por vontade própria, sem medo de experimentar. Músicas como "A National Acrobat", "Looking For Today" e "Spiral Architect" mostram o amadurecimento claro da banda, arranjos mais complexos e músicas mais orquestradas. Por exemplo em "Who Are You?", o uso de teclados e sintetizador, em "Looking For Today" o uso de flautas, e em "Fluff", o uso do cravo. O álbum também revela um lado bastante introspectivo da banda: o lado acústico, como em "Sabbath Bloody Sabbath" e "Looking For Today". O álbum tem uma atmosfera muito mais caracterizada pelo rock progressivo que seu antecessor Black Sabbath Vol. 4, e é considerado por muitos o auge do amadurecimento da banda.

## Faixas
Todas as canções foram compostas por Iommi/Osbourne/Butler/Ward.
| N.º | Título                     | Duração |  |
| 1.  | "Sabbath Bloody Sabbath"   | 5:45    |  |
| 2.  | "A National Acrobat"       | 6:13    |  |
| 3.  | "Fluff"                    | 4:09    |  |
| 4.  | "Sabbra Cadabra"           | 5:57    |  |
| 5.  | "Killing Yourself to Live" | 5:41    |  |
| 6.  | "Who are You?"             | 4:10    |  |
| 7.  | "Looking for Today"        | 5:01    |  |
| 8.  | "Spiral Architect"         | 5:31    |  |

## Créditos
Black Sabbath
- Tony Iommi - Guitarra, Piano (Faixas 3, 4 e 6), Sintetizadores (Faixas 5 e 6), Órgão (Faixa 7), Flauta (Faixa 7)
- Geezer Butler - Baixo, Sintetizadores (Faixa 6), Mellotron (Faixa 6)
- Ozzy Osbourne - Vocal, Sintetizadores (Faixas 5 e 6)
- Bill Ward - Bateria, Tímpano (Faixas 6 e 8), Bongos (Faixa 1)

Participação
- Rick Wakeman - Minimoog (Faixas 4)

Produção
- Produzido por Black Sabbath
- Produtor Técnico Mike Butcher
- Remasterizado por Ray Staff no Whitfield Street Studios
- Fotografia adicional por Ross Halfin e Chris Walter

## Catálogos
- LP Vertigo 6360 115 (UK Dec 1973)
- LP Vertigo 6366 101 (WG 1973)
- LP Warner Bros BS 2695 (US)
- CD Warner Bros BS 2695-2 (US 19??)
- LP WWA WWA 005 (1974)
- LP NEMS NEL 6017 (UK 1980)
- LP NEMS 1610144 5 (Spain)
- 'LP Vertigo 832700-1
- MC RCA MC F7423 (1980)
- MC Vertigo 832700-4
- CD Vertigo 832700-2
- CD Essential/Castle ESMCD305 (UK - Mar 1996) - Remastered
- CD Sanctuary SMRCD035 (UK 2004)
- CD Warner/Rhino R2 73923-E (US 2004) - Black Box

## Desempenho nas paradas
| Ano  | Posições | Posições | Posições | Certificações                        |
| Ano  | UK       | NOR      | US       | Certificações                        |
| ---- | -------- | -------- | -------- | ------------------------------------ |
| 1973 | 4        | 6        | 11       | Ouro (UK) Platina (US) Ouro (Canadá) |